# شفای ایمان

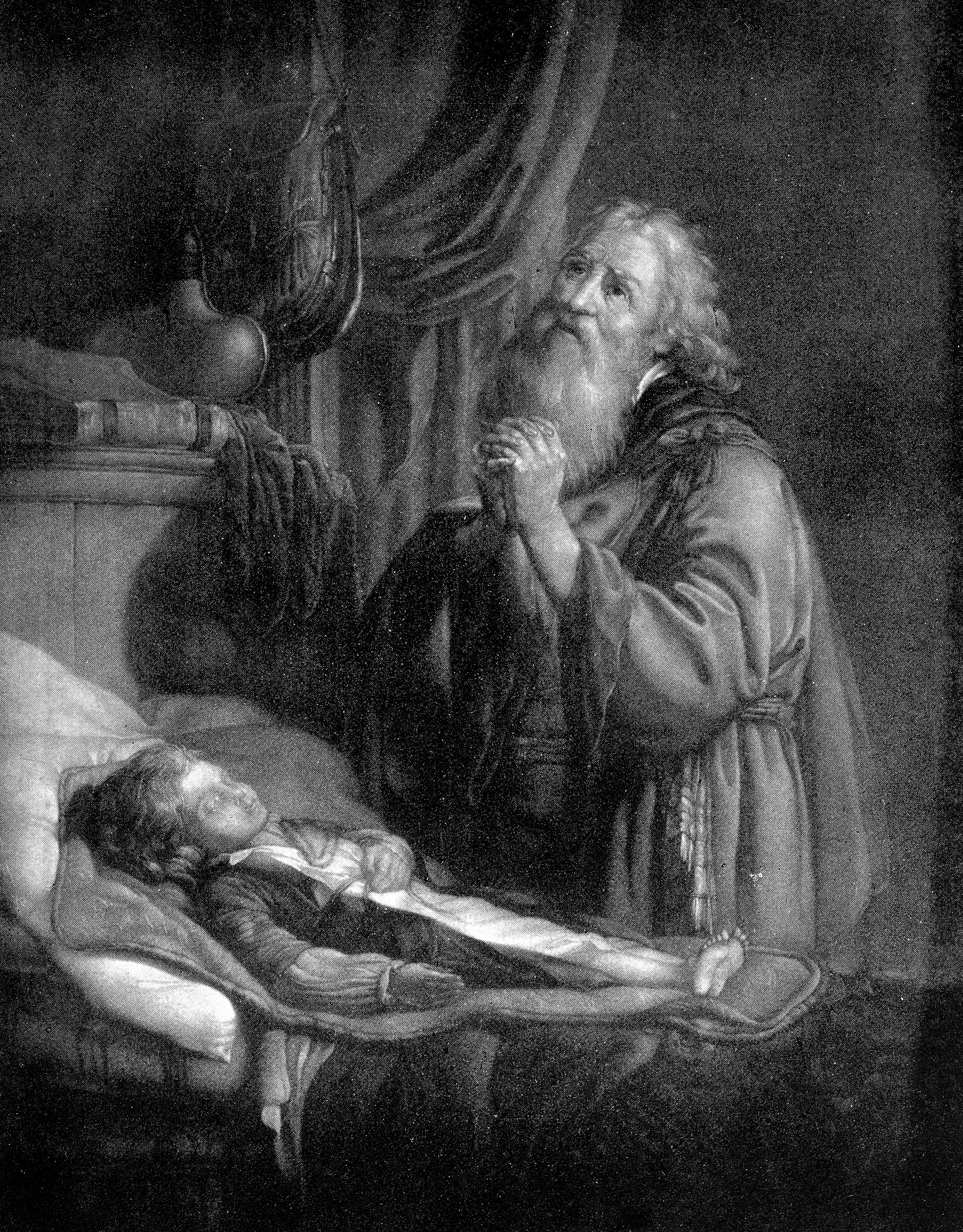
الیاس نبی در حال دعا برای بهبودی پسر بیوه زارفات، از کتب پادشاهان کتاب مقدس

شفای ایمان (انگلیسی: Faith healing) انجام دعا و حرکاتی است (مانند دست قرار دادن) که به اعتقاد برخی موجب مداخله الهی یا معجزه در شفای روحی و جسمی، به ویژه در رویه مسیحی می‌شود.